# فيلانوفافورو
فيلانوفافورو ، (بالإنجليزية: Villanovaforru)‏، (سردينيا: Biddanoa de Forru)، هي بلدية في مقاطعة جنوب سردينيا، في منطقة سردينيا الإيطالية، وتقع على بعد حوالي 50 كم (31 ميل) شمال غرب كالياري، وحوالي 8 كيلومترات (5 ميل) شمال غرب سانلوري. اعتبارا من 31 ديسمبر 2004، كان عدد سكانها 709 وتبلغ مساحتها 11.0 كيلومتر مربع (4.2 ميل مربع). 

## السكان
في سنة 1861 بلغ عدد السكان 506 نسمة، وتطور العدد ليصل في سنة 2011 لـ 681 نسمة.
يظهر هذا المخطط البياني تطور النمو السكاني لـ فيلانوفافورو